# Тунксисы
Тунксисы, танксис (англ. Tunxis) — алгонкиноязычное индейское племя, которое на ранней стадии европейской колонизации Северной Америки населяло северную часть современного американского штата Коннектикут.

## История
Первое упоминание о тунксисах относится к 1642 году, когда группа английских колонистов из города Хартфорд во время охоты обнаружила их деревню на берегу реки Фармингтон. Примерно в 1650 году поселенцы из Хартфорда заключили соглашение с тунксисами: за использование земли они обещали индейцам защиту от их врагов. На самом деле это соглашение было договором купли-продажи, и англичане полагали, что теперь они являются владельцами земли. В 1650 году был заключён новый договор, подтверждающий прежний договор купли-продажи, также он резервировал для племени участок земли на восточном берегу реки Фармингтон в Индиан-Нек.
в 1673 году разногласия племени с поселенцами Фармингтона по поводу ограничений предыдущей продажи привели к подписанию нового подтверждающего акта, согласно которому индейцам было зарезервировано 200 акров земли, их постоянное владение территорией в Индиан-Нек было подтверждено в постскриптуме к акту. Возможно, в результате этого недавнего мирного соглашения тунксисы не присоединились к индейскому восстанию во время Войны Короля Филиппа, а некоторые служили разведчиками в войсках колонистов.
Посягательства английских колонистов на земельные владения племени привели к тому, что в XVIII веке они подали по крайней мере две жалобы в Генеральную ассамблею Коннектикута. В 1738 году в петиции утверждалось, что большая часть Индиан-Нек была захвачена белыми соседями, но никаких действий предпринято не было. В 1768 году Джеймс Вовус, вместе с другими членами племени, представил ещё одну петицию, в которой говорилось, что англичане захватили весь Индиан-Нек. Комитет, назначенный законодательным органом, обнаружил, что только четыре из множества актов были должным образом одобрены законодательным органом, но затем рекомендовал признать другие.
Со временем тунксисы в значительной степени приняли христианство и продали часть оставшихся у них земель, чтобы расплатиться с долгами. По мере того, как всё больше и больше европейских поселенцев селилось вокруг, идея переехать, чтобы получить больше земли и жить рядом с индейцами, становилась всё более привлекательной. Около 1700 года у них все ещё была деревня из 20 вигвамов близ Фармингтона, но в 1761 году оставалось только 4 или 5 семей. В 1774 году тунксисы решили продать оставшиеся у них земли и использовать вырученные средства для переезда в поселение Бразертон на территории племени онайда в Нью-Йорке, там они присоединились к другим молящимся индейцам. В конце XVIII века в Коннектикуте оставалось лишь восемь тунксисов.